# Rodrigo de Córdova
Rodrigo de Córdova (? – Cabra, 13 de março de 857) é um santo venerado nas Igrejas Católica e Ortodoxa. Faz parte dos mártires de Córdova, grupo de cristãos moçárabes condenados à morte por sua fé durante os reinados de Abderramão II e Maomé I no Emirado de Córdova. Segundo a tradição, Rodrigo era um sacerdote em Cabra e tinha dois irmãos, um muçulmano e outro sem religião, atuando frequentemente como mediador das disputas dos dois.
Certa noite, ao tentar apartar uma briga entre seus dois irmãos, foi espancado e ridicularizado publicamente por ambos. O irmão muçulmano mandou colocarem Rodrigo numa padiola e o levarem pelas ruas, enquanto ele ia gritando que Rodrigo havia apostatado e queria, antes de morrer, que fosse publicamente reconhecido como muçulmano. Rodrigo encontrava-se sem forças para reagir, mas sentia uma profunda angústia, fugindo assim que recobrou os sentidos.
Algum tempo depois, ao encontrar Rodrigo numa das ruas de Córdova, o irmão muçulmano o arrastou até o cádi, acusando-o de retornar à fé cristã após ter se declarado muçulmano. Rodrigo negou que algum dia houvesse abandonado a religião cristã. O cádi, no entanto, não acreditou em Rodrigo e o lançou numa das masmorras da cidade. No local, Rodrigo encontrou outro prisioneiro, Salomão, que fora preso pelo mesmo motivo. Os dois encorajaram-se mutuamente durante o longo encarceramento, que, segundo esperava o cádi, os faria renegar a fé. Como permaneceram inflexíveis, os dois foram separados; mas, quando nem isso deu resultado, foram decapitados em 13 de março de 857.
O Convento e o Hospital de São Rodrigo, fundados no século XVI em Cabra, receberam esse nome em homenagem ao mártir.